# Hans Gutermuth
Hans Gutermuth (* 22. August 1893 in Darmstadt; † 16. Februar 1917 nahe Gommecourt/Hébuterne) war einer der ersten Segelflugpioniere.

## Leben
Hans Gutermuth war Sohn des späteren Darmstädter Professors für Maschinenbau und Dekans des Fachbereichs Maschinenbau Max Gutermuth. 1909 war er einer der Anführer einer Gruppe von Darmstädter Assistenten und Studenten, die sich für die Fliegerei begeisterten und die im August 1909 die Flug-Sport-Vereinigung Darmstadt gründeten. Innerhalb dieser Vereinigung begannen sie mit dem Bau von Fluggleitern. 1911 entdeckten sie bei einem Ausflug in die Rhön die Wasserkuppe als für den Segelflug besonders geeignetes Gelände. Hans Gutermuth flog am 22. Juli 1912 mit dem motorlosen Doppeldecker FSV X von der Wasserkuppe mit 843 m Weite und 1:52 min. Flugzeit einen Weltrekord, der erst 1920 von Wolfgang Klemperer mit dem Eindecker Schwarzer Teufel der Flugwissenschaftlichen Vereinigung Aachen gebrochen wurde.
Hans Gutermuth bestand nach der Flugausbildung in Johannisthal bei Berlin am 28. April 1914 die Flugzeugführerprüfung. 
Er fiel im Ersten Weltkrieg als Leutnant der Reserve am 16. Februar 1917 in Frankreich als sogenannter Alter Adler, wie Flugpioniere bezeichnet wurden, die schon vor dem Krieg den Flugschein besaßen. Er war Mitglied der Jagdstaffel 5.

## Erinnerung und Ehrungen
In Fulda wurde die Hans-Gutermuth-Straße nach ihm benannt.
Auch in Griesheim bei Darmstadt gibt es eine Gutermuthstraße.